# Paul Leonard-Morgan
Christopher Paul Leonard-Morgan (* 1974 in Kent, England) ist ein britischer Komponist.

## Leben
Nach seinem Studium an der Royal Scottish Academy of Music and Drama und seinem Abschluss als Bachelor of Arts in Music Studies verblieb er in Glasgow und hat dort sein eigenes Musikstudio.
Nachdem Leonard-Morgan von 1997 bis 2004 fast hauptsächlich die Musik in Kurzfilmen arrangierte, konnte er mit seiner Komposition für den britischen Fernsehfilm Böser Cop, guter Cop gleich eine BAFTA-Award-Nominierung als bester Komponistennewcomer erreichen. Es folgten weitere Fernsehserien und -filme, bevor er 2007 erstmals mit Popcorn einen Kinofilm arrangieren durfte. Mit dem US-amerikanischen Thriller Ohne Limit von Leslie Dixon und Neil Burger durfte Leonard-Morgan erstmals außerhalb Britanniens arbeiten. Er selbst empfand dies als große Ehre unter all den „Hollywood-Typen“ auserwählt worden zu sein. (“Even to get asked to pitch against all the Hollywood guys was fantastic. Then to actually get it with a director like Neil, who did The Illusionist, it’s just a brilliant, brilliant buzz.”)
Zusätzlich zu seiner Filmmusik arbeitete er mit Künstlern wie Mogwai, Snow Patrol, Belle and Sebastian und Texas zusammen.

## Filmografie (Auswahl)
- 2004: Böser Cop, guter Cop (Fallen)
- 2004: Gerichtsmediziner Dr. Leo Dalton (Silent Witness, Fernsehserie, 8 Episoden)
- 2006–2011: Spooks – Im Visier des MI5 (Spooks, Fernsehserie, 50 Episoden)
- 2007: Popcorn
- 2011: Ohne Limit (Limitless)
- 2012: Dredd
- 2012: Murder
- 2013: Dinosaurier 3D – Im Reich der Giganten (Walking with Dinosaurs)
- 2013: The Legendary Dragon – Der Letzte seiner Art (Legendary: Tomb of the Dragon)
- 2013: Numbers Station (The Numbers Station)
- 2015–2016: Limitless (Fernsehserie)
- 2017: Wermut (Warmwood, Fernsehsechsteiler)
- 2019: The Tomorrow Man
- 2019: Der letzte Atemzug – Gefangen am Meeresgrund (Last Breath)
- 2020: Tales from the Loop (Fernsehserie)
- 2021: The Hunt for Planet B (Dokumentarfilm)
- 2021: Best Sellers
- 2022: Gigi & Nate
- 2023: Boston Strangler
- 2023: Fellow Travelers (Fernsehachtteiler)
- 2023: John le Carré: Der Taubentunnel (The Pigeon Tunnel, Dokumentarfilm)
- 2025: Inheritance
- 2025: Last Breath

## Diskografie
- 2008: Filmtales
- 2015: Battlefield Hardline (Main Theme)
- 2017: Warhammer 40.000: Dawn of War III
- 2020: Cyberpunk 2077 (Videospiel)

## Auszeichnungen
BAFTA-Award
- 2005: Anthony Asquith Award for Best New British Composer
- 2009: Best Original Television Music – Spooks – Im Visier des MI5 (nominiert)

## Auszeichnungen für Musikverkäufe
| Goldene Schallplatte - Polen - 2024: für das Lied Extraction Action |

| Land/RegionAuszeichnungen für Musikverkäufe (Land/Region, Auszeichnungen, Verkäufe, Quellen) | Gold  | Platin | Verkäufe | Quellen |
| -------------------------------------------------------------------------------------------- | ----- | ------ | -------- | ------- |
| Polen (ZPAV)                                                                                 | Gold1 | —      | 25.000   | olis.pl |
| Insgesamt                                                                                    | Gold1 | —      |          |         |